# Мульчувач
Мульчувач — пристрій, виконаний, як правило, у вигляді навісного чи причіпного  обладнання до трактора,  призначений для робіт, пов'язаних з утриманням комунальної інфраструктури, міської зелені і садів, для післяжнивної «нульової» обробки полів, а також для підготовки лісосмуг до посадки молодняка.

## Принцип роботи і застосування
Робота мульчувача полягає в покосі рослинних залишків, подрібненні їх (створення так званої мульчі) і часткового внесення готової мульчі в ґрунт .
- Під час роботи ротор мульчувача із подрібнювальними ножами обертається із великою частотою, під дією відцентрової сили ножі-молотки б'ють по рослинним залишкам і грудкам ґрунта, що виступають над поверхнею;
- висота його роботи виставляється такою, щоб ножі проходили над поверхнею ґрунту: при роботі зачеплюються лише ті купки ґрунту, що виступають над поверхнею.
- молотки, обертаючись, зрубують і подрібнюють всю рослинну масу, що знаходиться над поверхнею ґрунту і разом із захопленими часточками збитого ґрунту розкидають її по полю, створюючи «посівне плато»,— рівний шар подрібненої рослинної маси, підмішаної з ґрунтом.

Виробники мульчувачів за межами України
- Kuhn (Кун),
- Quivogne (Кьювоне),
- Kverneland (Квернеленд),
- Schulte (Шульте),
- Vogel Noot (Вогель Нут),
- UNIA (Уніа),
- STROM (Штром),
- Gaspardo (Гаспардо),
- Joskin (Джоскін)

### В комунальному господарстві
Машини цього типу застосовуються для косіння трави, чагарників, кущів (діаметром до 10 см) і зрізу бур'янів на невпорядкованих територіях з наміром залишити покіс. Завдання мульчувачів - косити траву і, роздроблену належним чином,— розкинути по всій скошеній поверхні. Це дозволяє отримати природний покіс, а також використати рослинні залишки для  мінералізації та повторне попадання їх в ґрунт.

### В сільському господарстві
У сільському господарстві мульчування застосовують для подрібнення грубих рослинних решток (стерні, кукурудзи, соняшника) і часткового внесення їх в ґрунт для мінералізації; входить до способів заощадливого безвідвального обробітку ґрунту 

### У лісовому господарстві
Подібним чином використовуються мульчувачі для мульчування при підготовці площ для посівів і у лісовому господарстві . Робочі інструменти (ножі, барабани) лісогосподарських мульчувачів більш потужні, оскільки подрібнювати доводиться деревоподібні рештки.

### Триточкові навісні мульчувачі
Триточкові навісні мульчувачі  сільськогосподарського призначення - від змішаної до високої рослинності: солома, стебла кукурудзи, трава, соняшник, земля під паром, краї поля - надійна машина для інтенсивної роботи - 2 види робочих органів (ковані молоткові, Y-подібні універсальні ножі), які спірально змонтовані (8 елементів). Високопродуктивна пасова передача. Редуктор з обгінною муфтою - закритий і посилений   задній кожух, що відкривається, - встановлення висоти поворотним колесом або роликом. Гідравлічний бічний зсув.

## Технічна характеристика подрібнювачів рослинних решток

### ТОВ НВП«БілоцерківМАЗ»
| Показник                          | ПРЗ-2,0   | ПН-2,0    | ПН-4,0    |
| --------------------------------- | --------- | --------- | --------- |
| Тип                               | Причіпний | Начіпний  | Начіпний  |
| Ширина захвату, м                 | 2,0       | 2,0       | 4,0       |
| Робоча швидкість руху, км/год     | 8-12      | 8-12      | 8-12      |
| Теоретична продуктивність, га/год | 1,6-2,4   | 1,6-2,4   | 3,2-4,8   |
| Маса конструктивна, кг            | 880       | 740       | 1680      |
| Агрегатується з тракторами        | МТЗ-80    | МТЗ-80,82 | ХТЗ-17221 |

### Мульчувач рослинних залишків МР-2.7; МР-2.5«Уманьферммаш»
Подрібнювачі пожнивних залишків МР-2,7 і МР-5,4 призначені для подрібнення залишків (у тому числі товстостеблових з кореня) з одночасним рівномірним розсіюванням однорідної маси по поверхні ґрунту.
| Показник                                    | МР - 2,7              | МР - 5,4                      |
| ------------------------------------------- | --------------------- | ----------------------------- |
| Агрегатування з тракторами тягового сили    | 1,4 класу (МТЗ-80-82) | 3 класу (Т-150К) 150-180 к.с. |
| Продуктивність, га / год                    | до 2,7                | до 6                          |
| Ширина захвату, м                           | 2,7                   | 5,4                           |
| Робоча швидкість, км / год                  | до 10                 | до 10                         |
| Спосіб агрегатування                        | напівнавісний         | напівпричіпний                |
| Маса, кг                                    | 1300                  | 2780                          |
| Підрізання післяжнивних залишків,%, не менш | 98                    | 98                            |
| Довжина подрібненої соломи, мм, не більше   | 120                   | 120                           |
| Висота зрізу, мм, не більше                 | 200                   | 200                           |
| Габаритні розміри, мм: - ширина             | 3250                  | 2900 (8540)                   |
| - довжина                                   | 3200                  | 7131 (2900)                   |
| - висота                                    | 1200                  | 1200 (1600)                   |
|                                             |                       |                               |

### Мульчувач польовий ПН-4.0 (навісний) ТОВ НВП "БІЛОЦЕРКІВМАЗ"
Мульчувач подрібнює: валки соломи, післяжнивні залишки соняшника, кукурудзи і інших культур з рівномірним розподілом їх по поверхні ґрунту.
Мульчувач забезпечує
- - висока якість подрібнення завдяки високій частоті оборотів ротора, його великому діаметру, довгим ножам, і їхній великій кількості на одиницю довжини ротора;
- - оптимальне перетворення рослинних залишків на поживні органічні речовини;
- - ефективне знищення бур'янів і шкідників сільськогосподарських культур.
- Навісний ПН-4,0
- Ширина захвату, м 4,0
- Продуктивність год/га 4.. .4,5
- Кількість ріжучих ножів на роторі, шт 180
- Робоча швидкість, км/год 8,0.. .12,0
- Транспортна швидкість, км/год 20,0
- Дорожній просвіт, мм 300
- Габаритні розміри, мм -
  - довжина 2500
  - ширина 4400
  - висота 1500
- Маса подрібнювача, 1680 кг
- Агрегатується з тракторами, к. с. 130...175

### Технічна характеристика подрібнювачів компанії KUHN
| Показник                                        | RM 240 | RM 280 | RM 320 | RM 400 | RM 480R | RM 610R | RMS 820 |
| ----------------------------------------------- | ------ | ------ | ------ | ------ | ------- | ------- | ------- |
| Робоча ширина захвату, м                        | 2,36   | 2,80   | 3,23   | 4,01   | 4,80    | 6,10    | 8,20    |
| Діаметр ротора, мм                              | 647    | 647    | 647    | 703    | 620     | 620     | 730     |
| Кількість V-подібних і молоткових ножів*        | 84     | 96     | 108    | 132    | 168     | 216     | 264     |
| Мінімальна/ максимальна потужність від ВВП, кВт | 45 60  | 52 93  | 60 103 | 84 152 | 110 191 | 140 221 | 206 241 |
| Маса конструктивна, кг                          | 1195   | 1400   | 1820   | 2130   | 2600    | 3200    | 6600    |
|                                                 |        |        |        |        |         |         |         |

- ) — Молоткових ножів третина від загальної кількості

Висока щільність розміщення ріжучих ножів сприяє якісному подрібненню рослинних решток і рівномірному розподілу їх на поверхні поля. Довговічність роботи ножів забезпечує надтвердий сплав сталі і карбіду вольфрама. 
Фірма KUHN випускає також подрібнювачі (мульчувачі) рослинних решток моделей ВК шириною захвату 2,3; 2,8 і 3,2м, а також моделей NK шириною захвату 2,8; 3,2; 4,05 і 4,95м з молотковими V-універсальними ножами. Для подрібнення рослинних решток, у тому числі грубостеблових культур, можна скористатись мульчувачами компанії Quivogne (Франція) з вертикальними (мод. BL),   і горизонтальними (мод. ВР),  роторами.